# Găiceana
Găiceana é uma comuna romena localizada no distrito de Bacău, na região de Moldávia. A comuna possui uma área de 73.50 km² e sua população era de 3007 habitantes segundo o censo de 2007.